# Bassaniodes ulkan
Bassaniodes ulkan is een spinnensoort uit de familie van de krabspinnen (Thomisidae).
De wetenschappelijke naam van de soort werd in 1990 als Xysticus ulkan gepubliceerd door Joeri Michailovitsj Maroesik en Dmitri Viktorovich Logunov.